# St. Maria-St. Vicelin

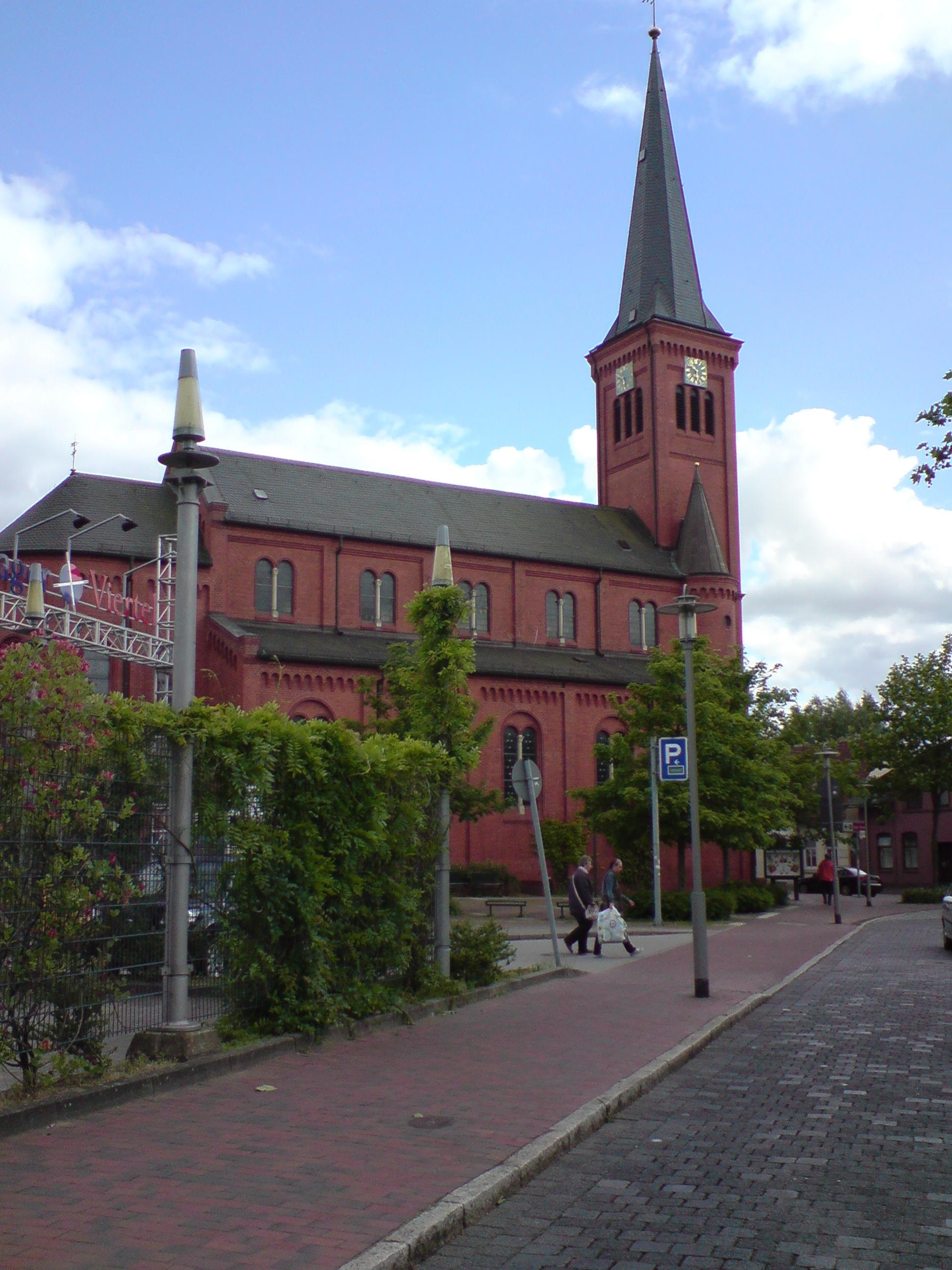
St. Maria-St. Vicelin

Die Kirche St. Maria-St. Vicelin ist eine 1893 im neuromanischen Stil erbaute, dreischiffige katholische Pfarrkirche in der Stadt Neumünster. Sie hatte von Beginn an ein Doppelpatrozinium und war auf die heilige Maria und den heiligen Vicelin geweiht, auch wenn sie nach 1966 – vielleicht aus Gründen der Vereinfachung –  in etlichen Dokumenten und Broschüren nur als „St. Vicelin“ erscheint. Da das zu häufigen Verwechslungen mit der evangelisch-lutherischen Vicelinkirche führte, heißt die Pfarrkirche seit Mitte der 1990er-Jahre wieder „St. Maria-St. Vicelin“. Seit dem 12. Mai 2019 ist St. Maria-St. Vicelin die Pfarrkirche der neu gegründeten Pfarrei Seliger Eduard Müller.

## Geschichte

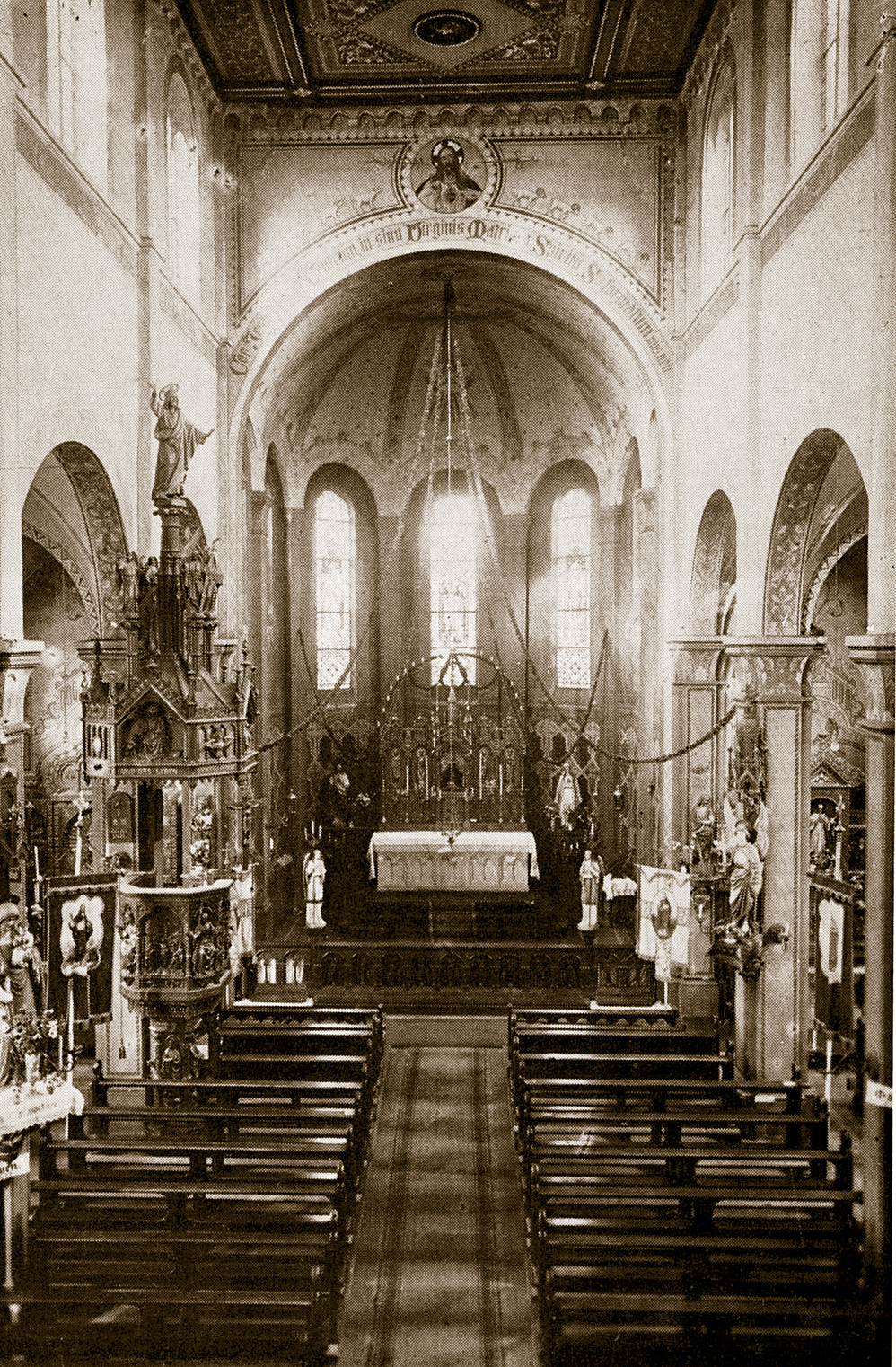
Innenansicht der Pfarrkirche um 1910; Teile der üppigen Ausstattung und Ausmalung wurden bei der Restaurierung 1993 wiederhergestellt

Erst 1888 war die katholische Gemeinde in Neumünster durch Zuzug zahlreicher katholischer Textilarbeiterfamilien insbesondere aus Thüringen und dem Eichsfeld groß genug, um ernsthaft an den Bau einer eigenen Kirche zu denken.
Unter Leitung des damaligen Pfarrers Lohmeyer gelang es in den folgenden fünf Jahren, die Finanzierung sicherzustellen. Im Februar 1893 wurde mit dem Bau der Kirche begonnen, bereits am 24. Dezember des gleichen Jahres, in jenem Jahr der vierte Adventssonntag, wurde die Kirche geweiht. Die Kirche wurde vom Architekten Emil Brettschneider aus Hamburg-Eimsbüttel nach einem Entwurf von Dombaumeister Alexander Behnes, Osnabrück, geplant und vom Neumünsteraner Bauunternehmen Rud. Pries gebaut. Die Kosten für den Rohbau lagen bei knapp 60.000 Mark, der Innenausbau kostete weitere 53.000 Mark. Hinzu kamen noch die Kosten für drei Glocken (Stimmung: fis, a und h), die im Wesentlichen aus privaten Spenden aufgebracht wurden. Seit dem Amtsantritt von Pfarrer Gustav Maria Münster 1898 wurde vor allem der Innenausbau vorangetrieben, insbesondere wurde der Kirchenraum üppig ausgemalt. Besonders bemerkenswert war die Ausmalung der Kirchendecke.
1966 wurde unter Pfarrer Wilhelm Tebbel unmittelbar nach Abschluss des Zweiten Vatikanischen Konzils eine grundlegende Renovierung der Kirche durchgeführt. Neben notwendigen Erhaltungsarbeiten am Gebäude wurde vor allem der Innenraum vollkommen neu gestaltet. Der Chorraum wurde den veränderten liturgischen Vorgaben des Zweiten Vatikanischen Konzils entsprechend mit Altartisch und Ambo umgestaltet und erhielt drei neue Fenster, gestaltet von Frans Griesenbrock, Niederlande. Sie zeigen die Geburt Christi, seine Auferstehung und die Aussendung des Heiligen Geistes. Die Säulenkapitelle wurden entfernt, der gesamte Innenraum und auch die Kassettendecke wurden hell übermalt, Heiligenfiguren und viele andere Einrichtungen abgebaut. Der Mittelgang wurde zugunsten durchgehender Bänke abgeschafft.
Das Farbkonzept wurde Mitte der 1970er-Jahre noch einmal geändert. Die Säulen wurden farbig abgesetzt und die Kassettendecke mit geometrischen Motiven noch einmal übermalt.

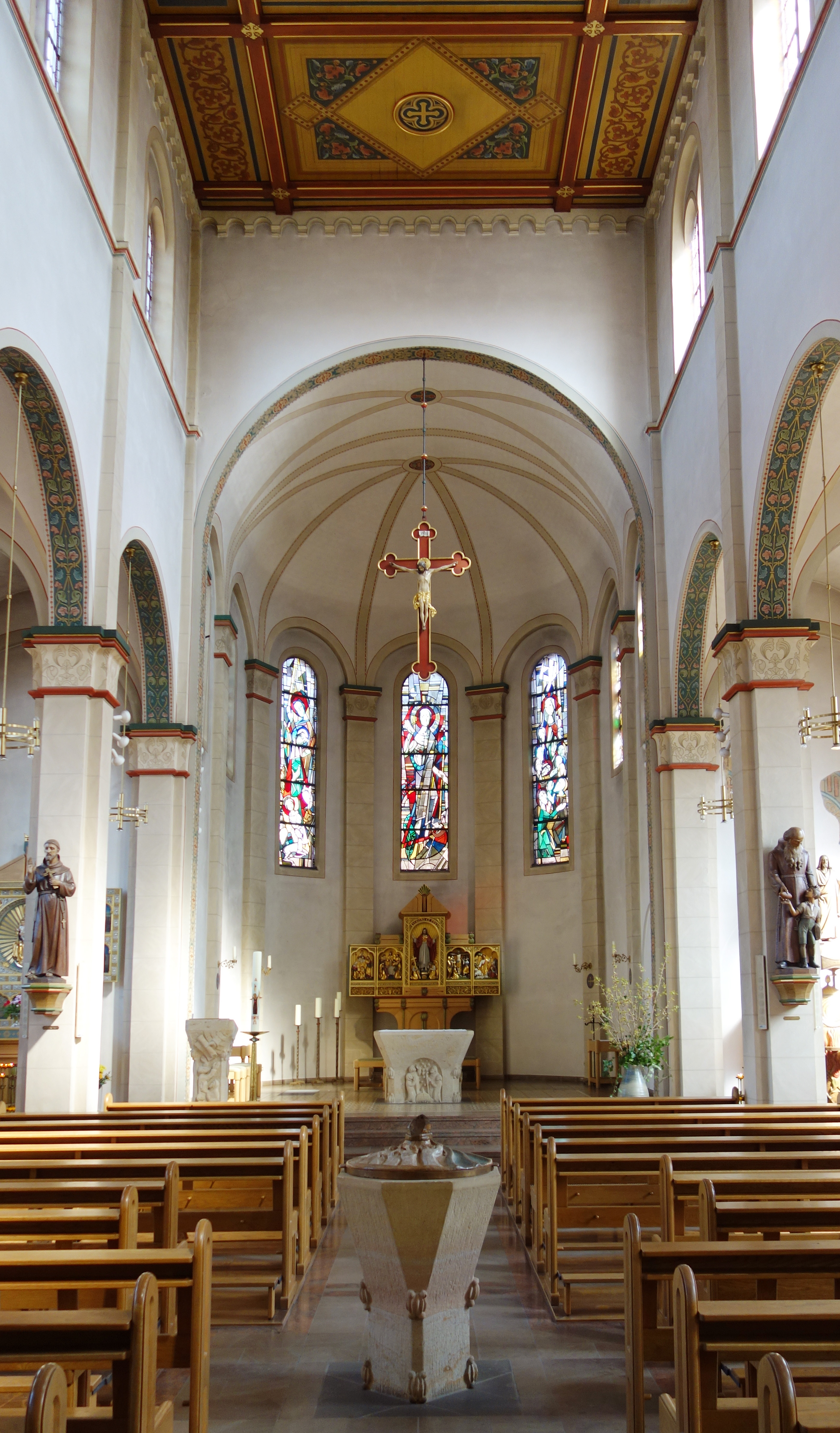
Innenansicht der Pfarrkirche 2015

Bereits zwanzig Jahre später folgte – auf Initiative von Pfarrer Hermann Haneklaus – von 1993 bis 1995 eine grundlegende Renovierung und Restaurierung der Kirche. Das Gebäude selbst musste dringend instand gesetzt werden, aber auch der Innenraum wurde vollkommen neu gestaltet. Dabei wurden etliche Veränderungen von 1966 wieder zurückgenommen – insbesondere wurden die Säulenkapitelle wieder hergestellt, die Bemalung zum Teil nach altem Vorbild erneuert, durch neue Bänke der Mittelgang wieder eingerichtet und die ursprüngliche Bemalung der Kassettendecke wieder freigelegt und restauriert.
Die wichtigsten liturgischen Orte (Altar, Ambo, Taufbecken und Tabernakelsäule) wurden von den Bildhauern Christoph und Michael Winkelmann neu erstellt, der im Chorraum aufgestellten Herz-Jesu-Altar und sechs Heiligenfiguren wurden ebenso wie das Kreuz über dem Altar nach ihrer „Verbannung“ von 1966 wieder aus dem Keller geholt.

## Gestaltung des Innenraums seit 1995

### Der Altar
Der Altartisch, gefertigt aus Gelbsandstein von den Bildhauern Christoph und Michael Winkelmann, Möhnesee-Günne, zeigt – wie auch Ambo und Taufstein – rundherum Szenen aus dem Alten Testament. Dadurch soll bildhaft gezeigt werden, dass das Alte Testament (der „alte Bund“) das Fundament ist, auf dem auch der christliche Glaube aufbaut. Im praktischen Vollzug der Sakramente bestätigt sich dann der „neue Bund“. Die Motive sind deshalb so gewählt, dass sie immer auch einen Hinweis auf das Neue Testament enthalten.

#### Motiv vorne: „Manna“

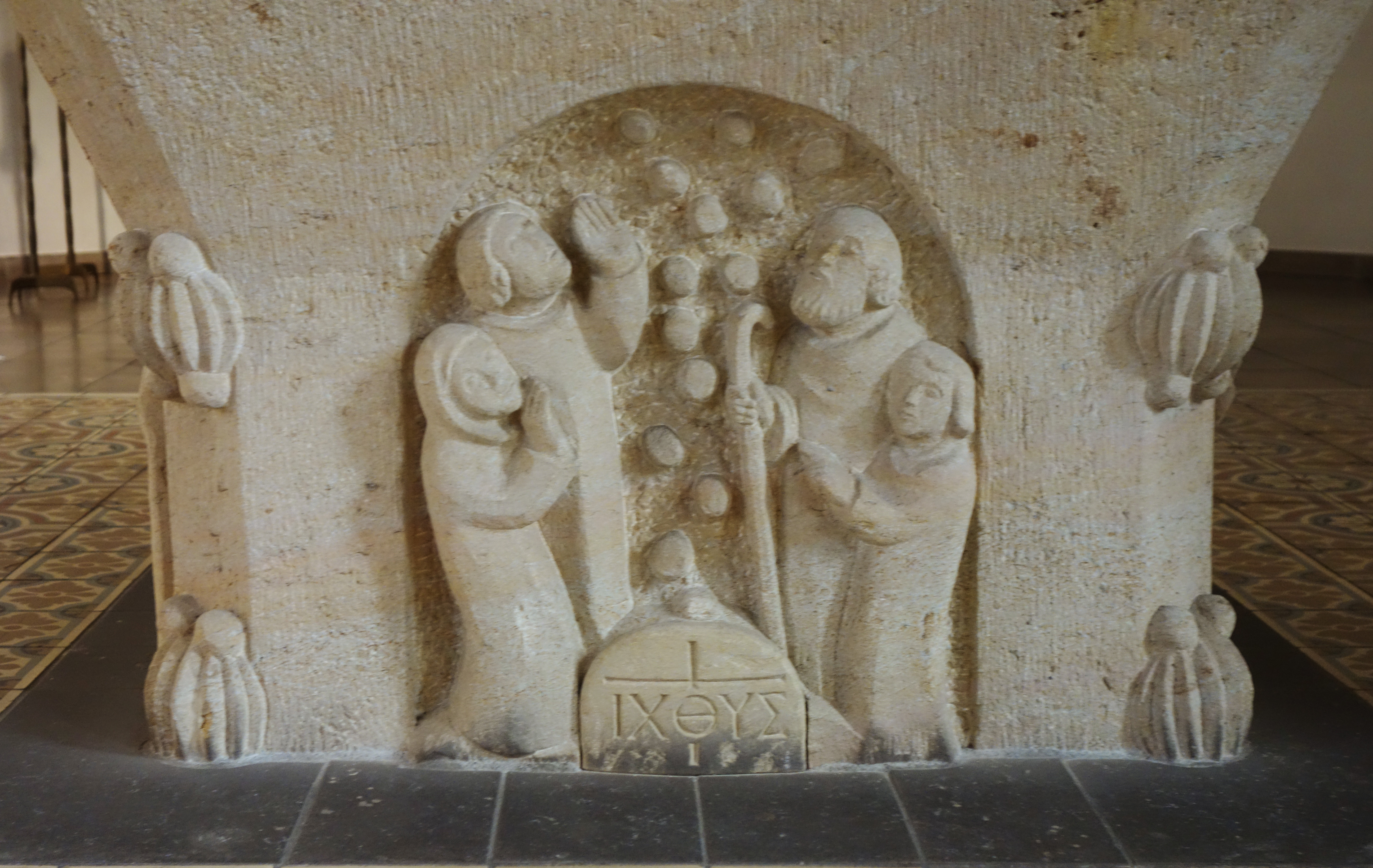
Die Vorderseite des Altars zeigt, wie „Manna“ vom Himmel fällt

Das Bild, das die Gemeinde sieht, zeigt den Auszug der Israeliten aus Ägypten, als diese nach eineinhalb Monaten in der Wüste beginnen, gegen Mose und Aaron zu murren und Gott daraufhin verspricht: „Ich will euch Brot vom Himmel regnen lassen!“ (Ex 16,1–36,EU ). Neben diesem Manna werden auch Wachtelschwärme gesendet. Die griechischen Buchstaben unten stehen für das Wort ΙΧΘΥΣ ichthýs „Fisch“, das als Akronym bedeutet: Jesus – Christus – Gottes – Sohn – Erlöser.

#### Motiv links: „Pascha-Mahl“
Das Bild von der Gemeinde aus gesehen links zeigt die Vorbereitung der Israeliten für die Flucht aus Ägypten (Ex 12,1–15 ). Jede Familie soll ein Lamm schlachten und mit dessen Blut den Türpfosten und -sturz bestreichen als Schutz davor, dass Gott angekündigt hat, alle Erstgeborenen Ägyptens zu erschlagen, um Ägypten zu strafen. Das Lamm soll gebraten und mit ungesäuertem Brot und Bitterkräutern gegessen werden – hastig und reisefertig. Aus diesem Brauch entstand dann das jüdische Pascha- oder Pessach-Fest (Osterfest).

#### Motiv hinten: „Melchisedek“

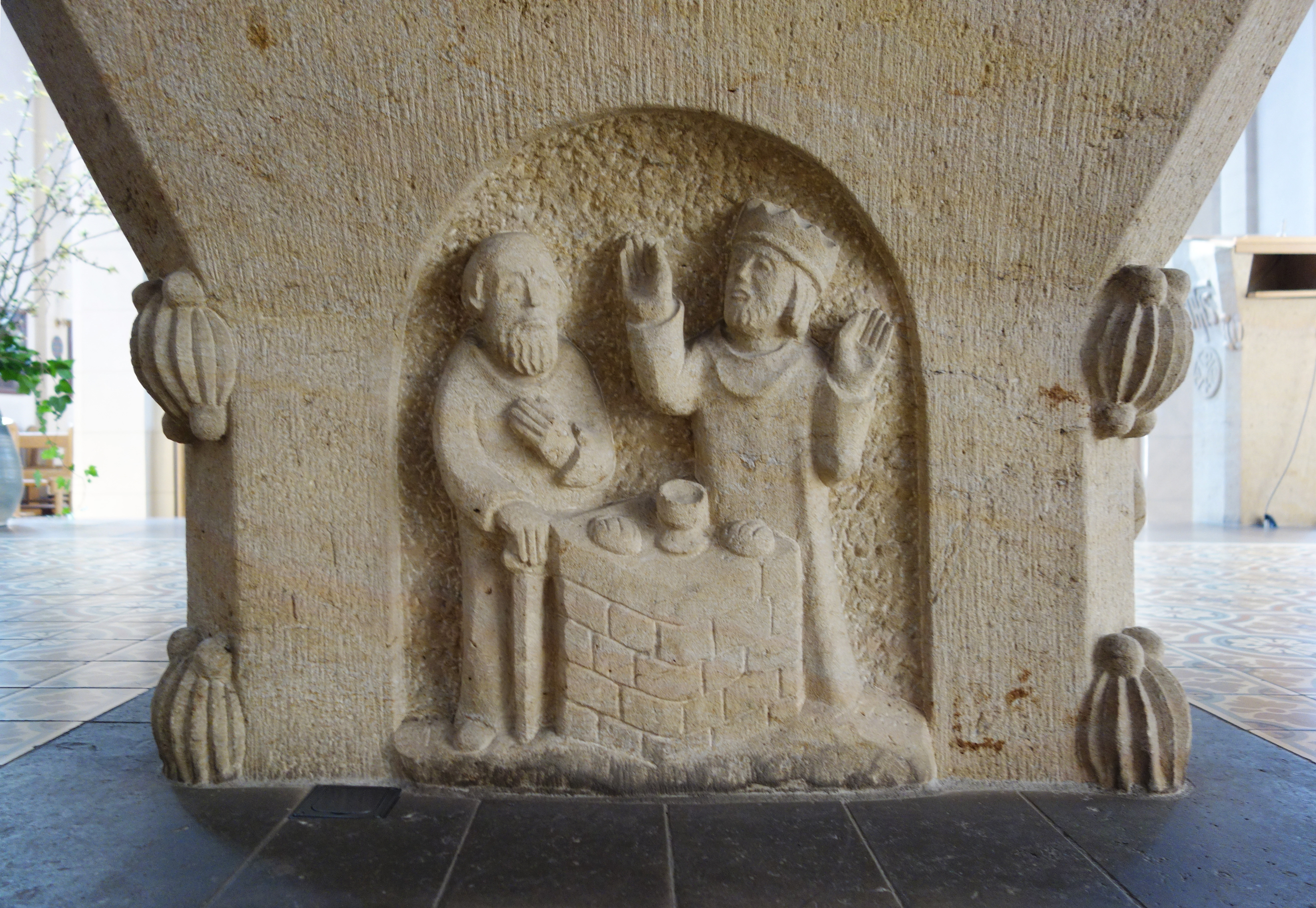
Rückseite des Altars: der König und Priester Melchisedek überbringt Abram Brot und Wein

Das Bild hinten (zum Priestersitz hin) zeigt, wie Melchisedek, König von Salem und „Priester des Höchsten Gottes“, Abram Brot und Wein bringt, nachdem dieser einen Sieg errungen hatte (Gen 14,17–24 ).

#### Motiv rechts: „Land, wo Milch und Honig …“
Das Bild auf der rechten Altarseite zeigt die Geschichte aus dem Buch Numeri (Num 13,1–33 ): Gott beauftragt Mose, Männer auszusenden, die das als neue Heimat der Israeliten ausersehene Land erkunden sollen. Diese Männer bringen unter anderem auch Weintrauben mit zurück und berichten: „Es ist wirklich ein Land, in dem Milch und Honig fließen; das hier sind seine Früchte.“

### Triumphkreuz
Über dem Altar hängt als Triumphkreuz eine Kreuzdarstellung in einem für das Ende des 19. Jahrhunderts typischen, an die Renaissance angelehnten Stil. Über Entstehung und Herkunft ist nichts Näheres bekannt; das Kreuz soll zunächst als „Missionskreuz“ im Eingangsbereich der Kirche gehangen haben und wurde zwischen 1993 und 1995 restauriert.

### Der Ambo

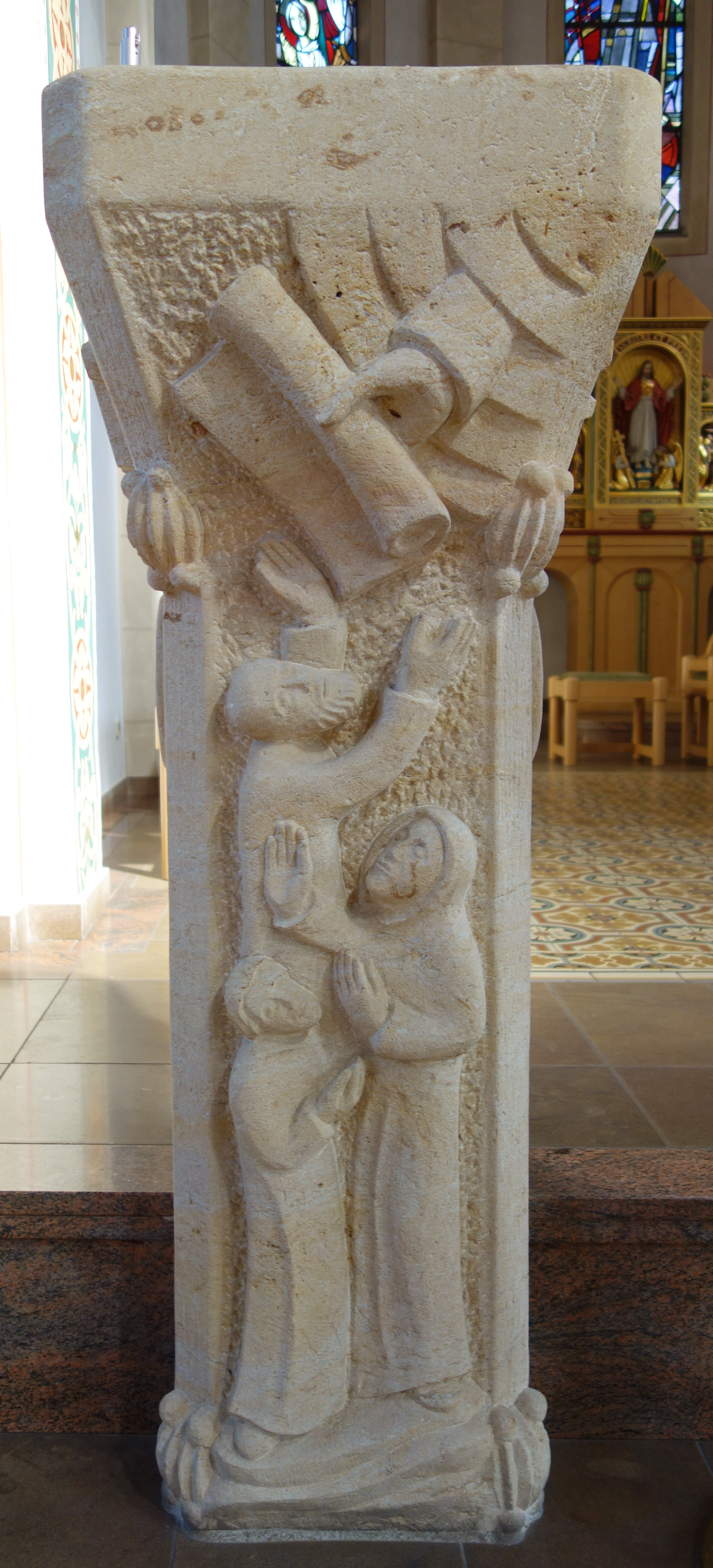
Die Vorderseite des Ambo

Der Ambo ist ebenfalls von den Gebrüdern Winkelmann aus Gelbsandstein gefertigt. Er zeigt als Bildmotiv die Szene, in der Gott zu dem Propheten Ezechiel sagt: „Menschensohn, iss, was du vor dir hast. Iss diese Rolle! Dann geh und rede zum Haus Israel!“ (Ez 3,1 ). Damit soll gesagt sein, dass das Wort Gottes eine unverzichtbare Nahrung ist – was auch für das Christentum gilt. An den Seiten des Ambo befinden sich ein Christusmonogramm und die griechischen Buchstaben Alpha und Omega (Bedeutung: Christus ist der Erste und der Letzte).

### Der Taufstein

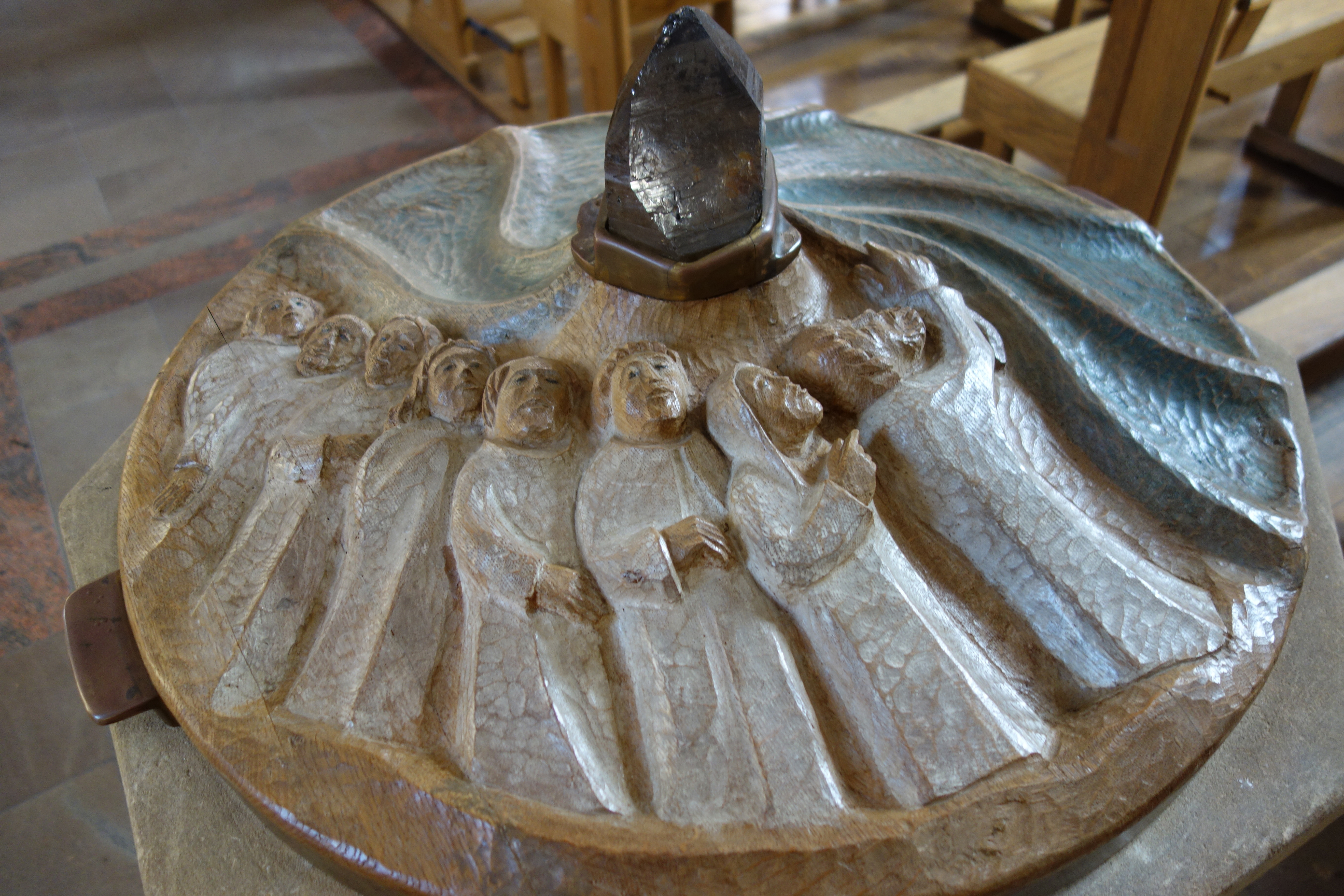
Deckel des Taufsteins: Mose schlägt Wasser aus einem Felsen

Der Taufstein (Gebrüder Winkelmann) besteht aus Gelbsandstein mit einem gefassten und geschnitzten Holzdeckel, der oben einen braunen Zirkon-Kristall trägt. Das Bildmotiv auf dem Deckel zeigt den Auszug des israelischen Volks aus Ägypten unter Führung durch Mose (Ex 17,1–7 ), der mit seinem Stock Wasser aus dem Felsen schlägt (Bedeutung: Gott hält sein Versprechen und sorgt für das Lebensnotwendige). Der Taufstein ist genau in der Mitte des Kirchenraums aufgestellt, als Zeichen dafür, dass die Getauften in die Mitte der Gemeinde aufgenommen werden, und dass die Gemeinde die Mitverantwortung für die Getauften übernimmt.

### Der Tabernakel

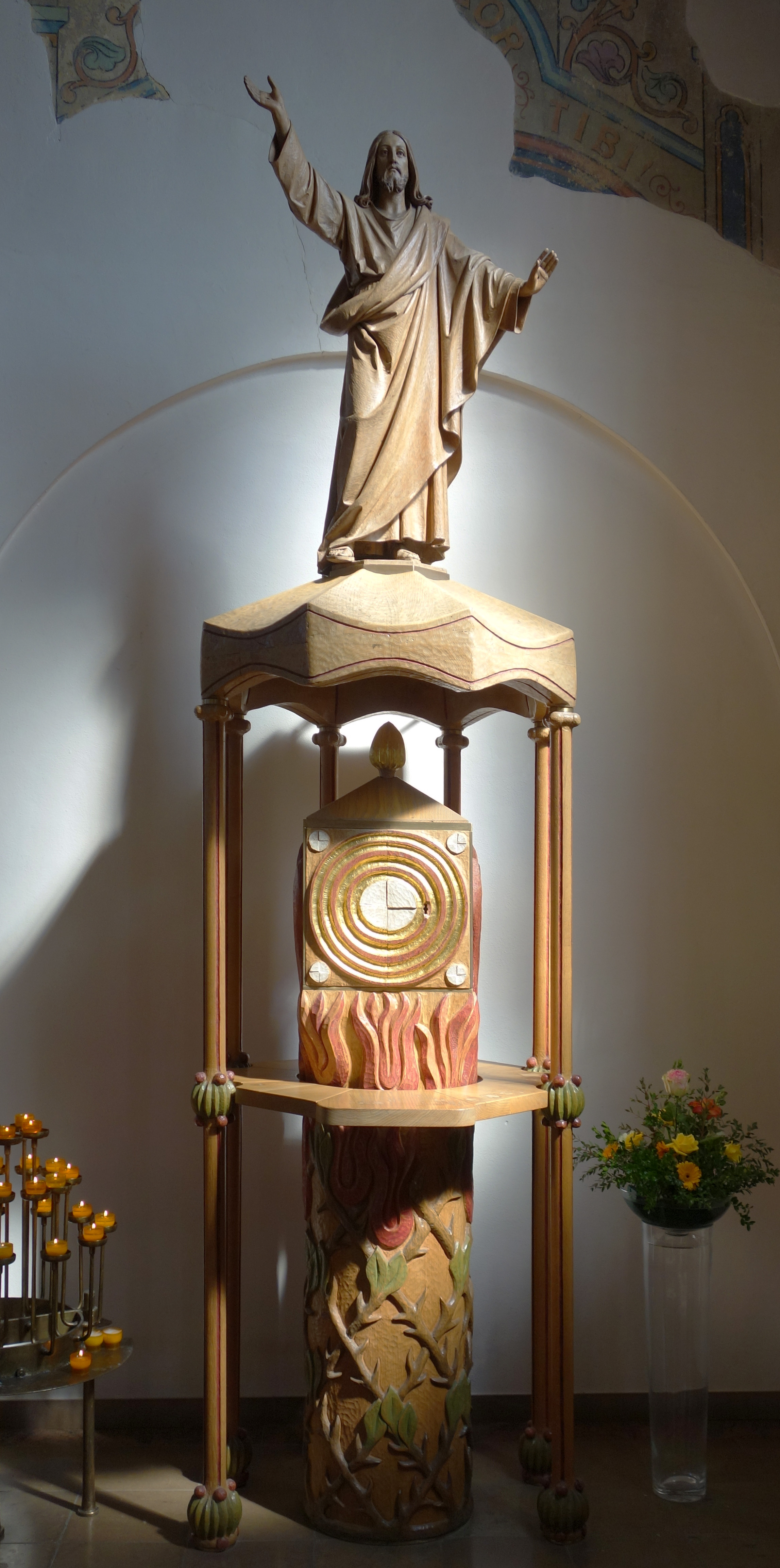
Tabernakel in Zeltform mit brennendem Dornbusch und Jesusfigur

Die Tabernakelsäule (Gebrüder Winkelmann) ist eine Holzschnitzarbeit und zeigt das Motiv des brennenden Dornbuschs (Ex 2,23 – 4,18), in dem Gott Mose erscheint und ihm seinen Namen JHWH mitteilt. Das Motiv soll hinweisen auf das Jesuswort: „Gott ist nicht ein Gott der Toten, sondern der Lebendigen.“ Die gewandelten Hostien werden in dem „Tresor“ oben auf der Säule aufbewahrt; die Tür trägt das Motiv der Sonne (ebenfalls ein Symbol für die Auferstehung) in der Mitte ist eine viergeteilte Hostie angedeutet.
Über dem Tabernakel steht ein geschnitztes Zelt, auf dem eine Figur des auferstandenen Christus steht. Diese Figur stand früher oben auf der Kanzel, die 1966 entfernt wurde.

### Der Kreuzweg
Der Kreuzweg ist gemalt von Augustin Kolb (1869–1942) und in dieser Form eher ungewöhnlich. Er ist gerahmt an den Wänden der Seitenschiffe aufgehängt und zeigt die üblichen 14 Stationen. Der Kreuzweg wurde 1933 in der Kirche angebracht. Augustin Kolb wurde durch die Beuroner Kunstschule beeinflusst, einen Zusammenschluss von Kirchenmalern, die etwa ab 1860 den damals in der katholischen Kirche bevorzugten neugotischen Stil durch etwas Neues ersetzen wollte. Typisch dafür sind klare Farben und Formen sowie eine eher flächige, umrissbetonte Darstellung.

### Die Kassettendecke
Die Kassettendecke des Mittelschiffs gilt als besonders bemerkenswert. Sie soll in dieser Form 1911 von dem Kirchenmaler Chruscz gemalt worden sein. Diese Ausmalung war nach ihrer Übermalung im Jahr 1966 in Vergessenheit geraten und wurde bei der Renovierung 1993 eher zufällig wiederentdeckt und trotz erheblicher Mehrkosten restauriert.
Die Randfelder der Decke zeigen Blumen-/Rankenmotive, wie sie auch sonst bei der Ausmalung des Kirchenraums zu sehen sind. Die kleinen quadratischen Felder zeigen Christussymbole und die Symbole für die vier Evangelisten (Geflügelter Mensch = Matthäus, Löwe = Markus, Stier = Lukas, Adler = Johannes). Die großen Felder zeigen außen wieder Blumen-/Rankenmotive kombiniert mit einem Kreuzzeichen. Die beiden Felder links und rechts vom mittleren Feld zeigen Motive zur Bedeutung der Eucharistie: Brot und Fisch, umrandet mit dem Text: „Ich bin das lebendige Brot, das vom Himmel gekommen ist.“ und den Pelikan, der sich die Brust öffnet, um seine Brut zu füttern, umrandet mit dem Text: „Wer mein Fleisch isst und mein Blut trinkt, hat das ewige Leben.“

### Der Herz-Jesu-Altar

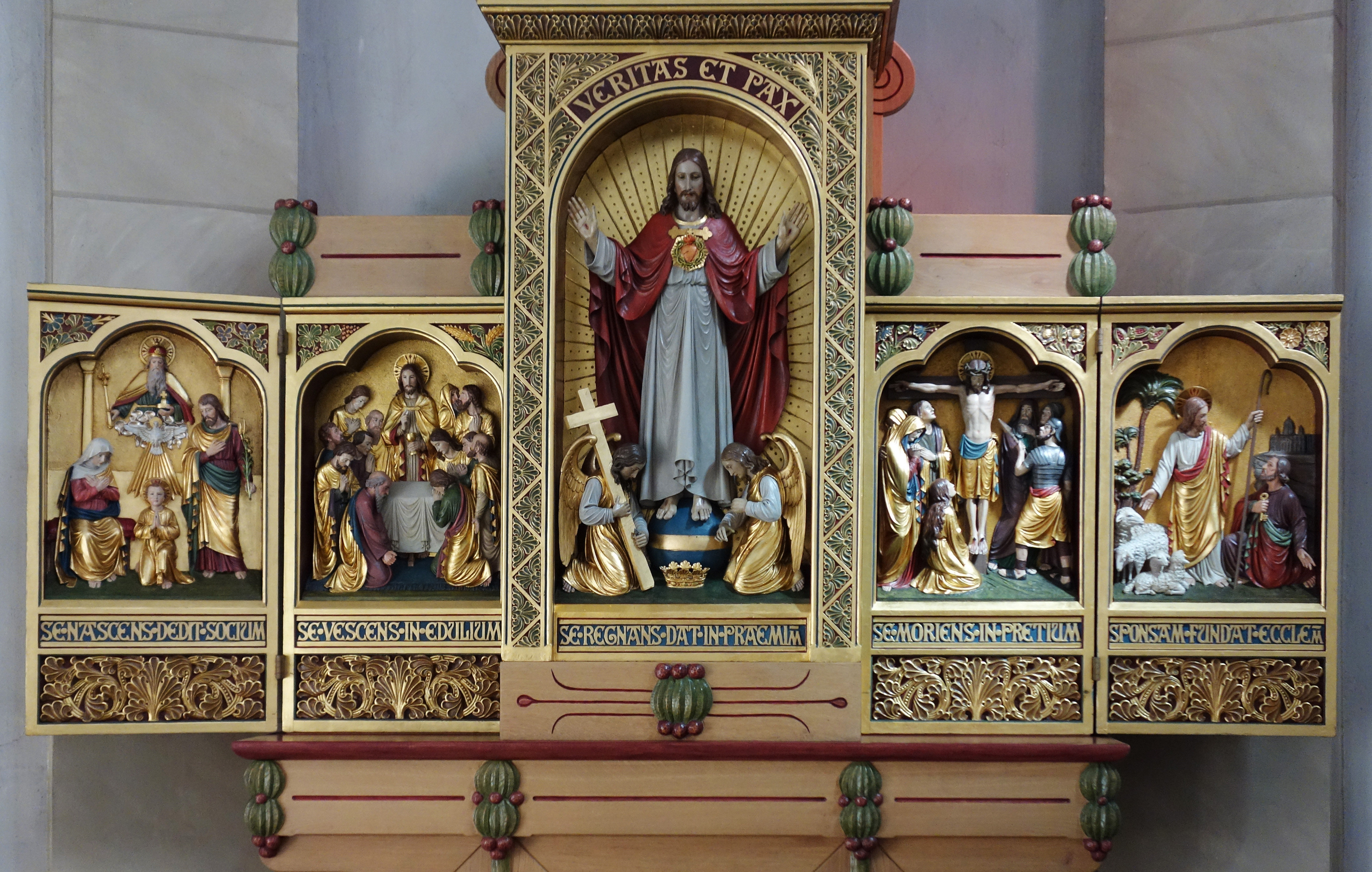
Altar im neugotischen Stil mit Herz-Jesu-Motiv, der seit 1993 Mittelpunkt des Chorraums ist

Dieser Altar steht seit dem frühen 20. Jahrhundert in der Kirche, ursprünglich rechts vom Altarraum. Bei der Renovierung 1966 wurde der Altar abgebaut und bei der Restaurierung 1993–1995 dann in den Mittelpunkt des Chorraums gestellt.
Der Altar wurde im neugotischen Stil gefertigt vom Bildhauer Anton Rüller (1864–1936) aus Münster und zeigt in der Mitte eine typische Herz-Jesu-Darstellung. Die Seitenbilder zeigen (von links) Vater, Sohn und Heiliger Geist in der Anordnung des Gnadenstuhls, flankiert von Maria und Joseph, das letzte Abendmahl, die Kreuzigung und die Schlüsselübergabe an Petrus.

### Der Marienaltar
Der Marienaltar, gefertigt vom Bildhauer Heinrich Seling aus Osnabrück (1843–1912), steht seit 1897 an derselben Stelle in der Kirche. Auch er ist im neugotischen Stil gehalten und zeigt die Gottesmutter Maria als Himmelskönigin mit dem Jesuskind in einem Strahlenkranz. Vier Bilder auf den Altarflügeln zeigen die Heilige Familie im Stall von Bethlehem, bei der Vorstellung des Jesuskindes im Tempel, dazu den auferstandenen Jesus und die (legendäre) Übergabe des Rosenkranzes an den heiligen Dominikus.

### Die Heiligenfiguren

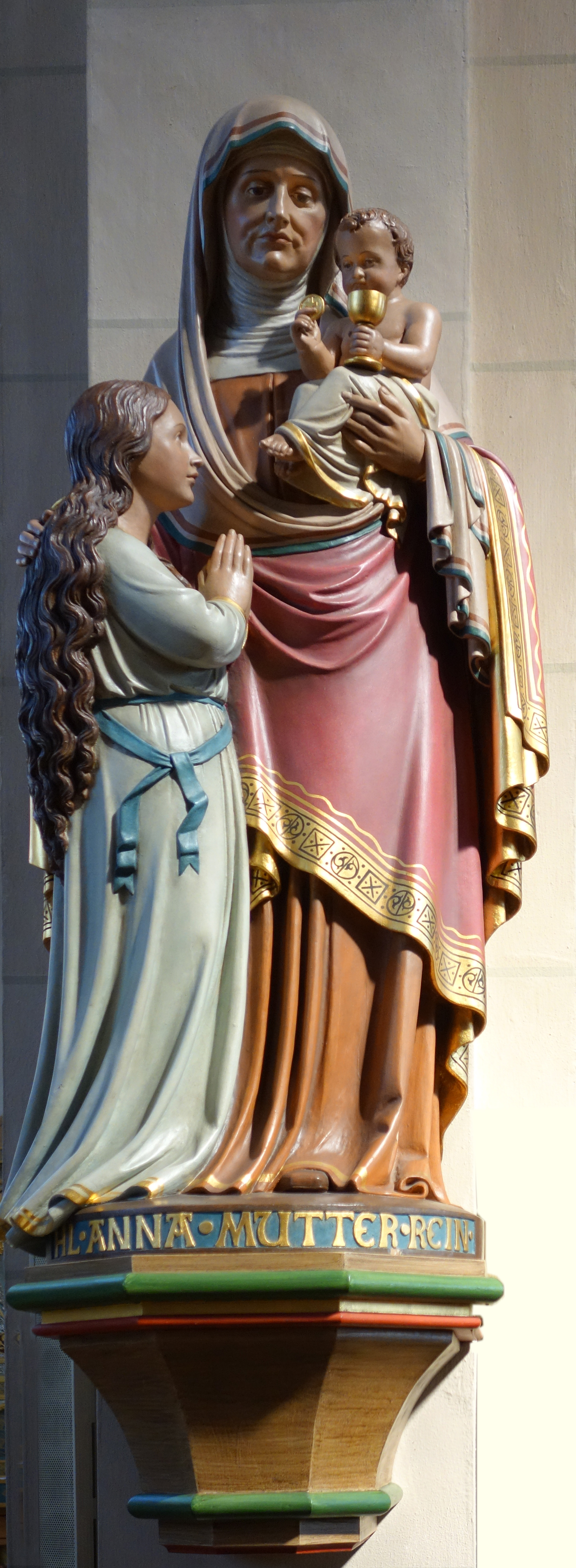
Familienbild mit jugendlicher Maria, ihrer Mutter Anna und dem Jesuskind

Als Heiligenfiguren sind an den Säulen befestigt (vom Eingang der Kirche aus gesehen): der Erzengel Michael, der heilige Aloysius, die Figurengruppe „Anna selbdritt“ (zeigt die Jungfrau Maria als Mädchen mit ihrer Mutter Anna, die das Jesuskind auf den Armen trägt), die heilige Agnes, den heiligen Franziskus und den heiligen Bruder Konrad. Die aus Lindenholz geschnitzten Figuren stammen vom Bildhauer Anton Rüller, der auch den Herz-Jesu-Altar geschaffen hat, und wurden zwischen 1932 und 1935 an den Säulen des Kirchenschiffs angebracht.

## Orgel

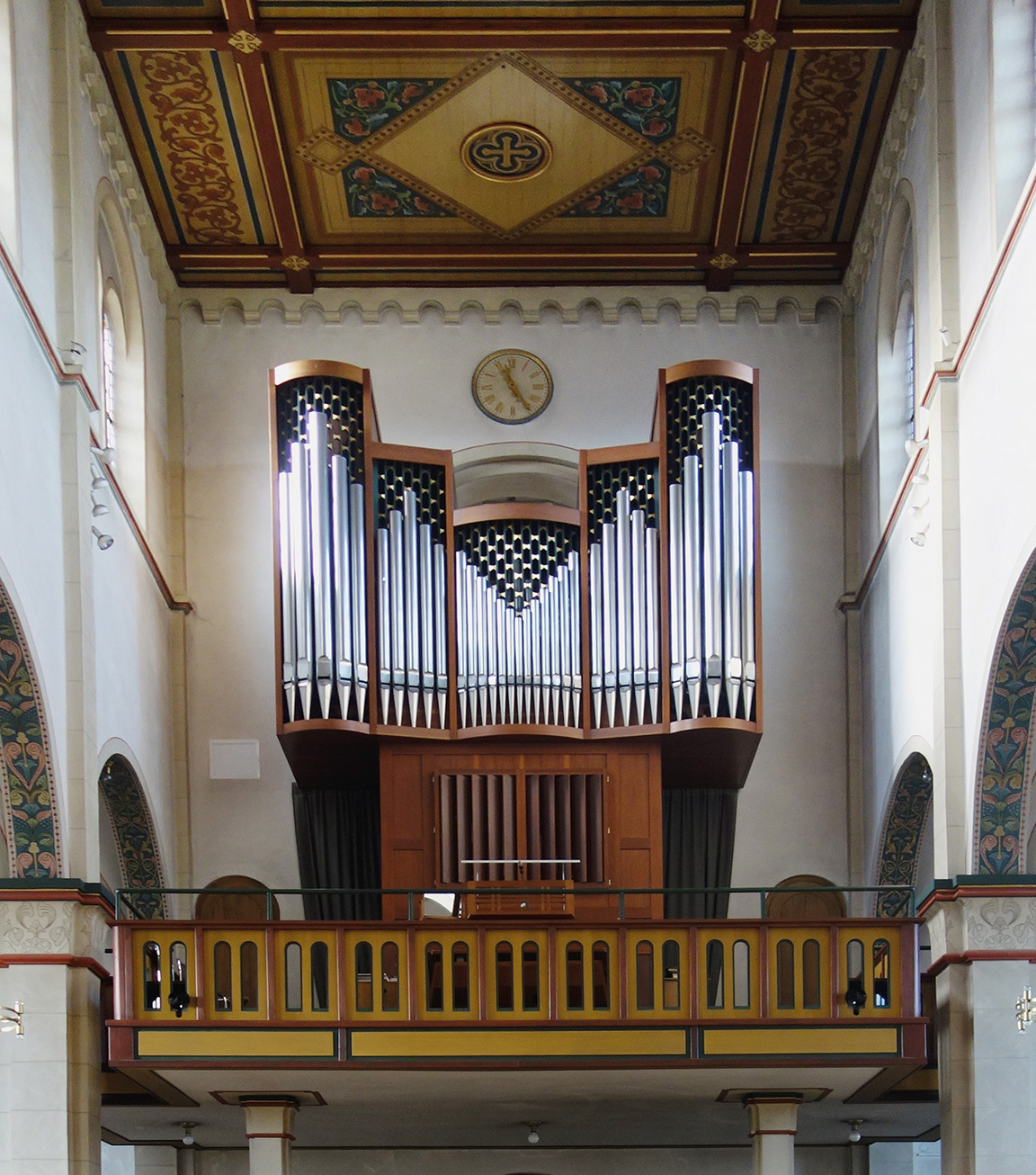
Orgel der Firma Fleiter mit 20 Registern, Stand 2016

Nachdem die musikalische Begleitung in der Kirche ab 1893 zunächst mittels eines Harmoniums von „schönem hellen Klange“ gestaltet worden war, konnte 1900 eine erste Orgel aus der Werkstatt des Stuttgarter Orgelbauers Carl Gottlieb Weigle installiert werden. Das Projekt wurde seinerzeit sogar vom deutschen Kaiser Wilhelm II. großzügig unterstützt, sodass das Instrument bereits nach nur fünf Monaten Planungs- und Bauzeit im Juni 1900 genutzt werden konnte. Die Orgel (Op. 225?), eine originale „Hochdruck-Construction“ mit pneumatischer Spieltraktur, pneumatischen Membran-Windladen und einer „Röhrentraktur mit Windsteuerung“ aus der Werkstatt Weigle, sollte mit ihren 20 Registern der Tonkraft einer Orgel mit 26 Registern entsprechen. Erst 1912 wurde die dazugehörige Windanlage elektrifiziert.
Wenngleich die Kirche im Verlauf der Kriegshandlungen des Zweiten Weltkriegs weitgehend unversehrt blieb, zeigten sich nach 1945 doch erhebliche, offensichtlich irreparable Schäden an der Orgel. Die daraufhin nach 1946 insbesondere durch die Lübecker Orgelbaufirma Kemper durchgeführten Sicherungs- und Ergänzungsarbeiten konnten langfristig keine Abhilfe mehr schaffen: Am 7. März 1965 gab die Orgel nach 65 Jahren „keinen Ton“ mehr von sich. Erneut behalf man sich mit einem Harmonium.
In der Zeit von 1966 bis 1983 stand dann – obwohl von der kirchlichen Obrigkeit damals nicht erlaubt – ein elektronisches Instrument (Elektrium) der Firma Ahlborn zur Verfügung, das jedoch bereits nach kurzem Gebrauch Fehler und Schwächen aufwies, die sich bis 1979 ins Unerträgliche steigerten.
Nach einer Ausschreibung erhielt die Firma Friedrich Fleiter aus Münster 1982 den Auftrag zum Bau einer neuen Schleifladen-Orgel mit 20 Registern, mechanischer Traktur, elektrischer Registratur, Schwellwerk und Setzerkombination. Sie wurde am 14. August 1983 feierlich eingeweiht. Im Zuge der Kirchenrenovierung von 1995 wurde auch die Orgel optisch und technisch aufgebessert.